# Карло ди Фердинандо де Медичи
Вижте пояснителната страница за други личности с името Карло де Медичи.
Кàрло ди Фердинàндо де Мèдичи (на италиански: Carlo di Ferdinando de’ Medici; * 19 март 1595, Флоренция, Велико херцогство Тоскана; † 17 юни 1666, Велико херцогство Тоскана) от фамилията Медичи, е принц от Великото херцогство Тоскана и от 1615 г. италиански кардинал и епископ.
Той е кардинал дякон на Санта Мария ин Домника, Сан Никола ин Карчере, Сант Еустакио, кардинал-свещеник на Сан Систо, кардинал-епископ на Сабина, Фраскати, Порто Санта Руфина и Остия е Велетри, заместник-декан и декан на Светата колегия на кардиналите, защитник на Испанското кралство пред Светия престол. Освен това е меценат и колекционер, покровител на театралните академии. Картини от неговата колекция сега са включени в колекциите на няколко тоскански музея.

## Произход
Той е третият син на велик херцог Фердинандо I де Медичи (* 1549 – 1609) и Кристина Лотарингска (* 1565 † 1636). Негови дядо и баба по бащина линия са Козимо I де Медичи, първи Велик херцог на Тоскана (1537 –1574), и Елеонора ди Толедо, а по майчина – херцог Карл III Лотарингски и Клод дьо Валоа, втората дъщеря на френския крал Анри II и Катерина де Медичи. Има четири братя и четири сестри:
- Козимо II (* 1590, † 1621), 4-ти велик херцог на Тоскана (1609 – 1621), съпруг на Мария Магдалена Австрийска, ерцхерцогиня на Австрия
- Елеонора (* 1591, † 1617), принцеса
- Катерина (* 1593, † 1629), управителка на Сиена, съпруга на Фердинандо Гонзага, херцог на Мантуа и Монферат
- Франческо (* 1594 † 1614), принц от Великото херцогство Тоскана и 4-ти княз на Капестрано, барон на Карапеле, господар на Кастел дел Монте, на Офена и на Буси, военен.
- Филипо, нар. Филипино (* 1598, † 1602), принц
- Лоренцо (* 1599, † 1648), испански гранд с обръщението „дон“
- Мария Магдалена (1600 – 1633), принцеса
- Клавдия (* 1604, † 1648, Инсбрук), херцогиня на Урбино като съпруга на Федерико Убалдо дела Ровере и ерцхерцогя на Предна Австрия като съпруга на Леополд V.

## Биография
Според семейната традиция Карло, като втори син, е предопределен за църковна кариера. Получава добро образование, което го подготвя за бъдещото му служение в Папската курия. През 1611 г. по нареждане на Великата херцогиня за него е създаден учебник, който описва подробно устройството и церемониала на папския двор в Рим. На 19 г. започва да учи иврит и в същото време е издигнат в кардинал от папа Павел V на консисторията на 2 декември 1615 г. На 18 май следващата година му е дадена титлата кардинал дякон на Санта Мария ин Домника. Въпреки това Карло продължава да живее във Флоренция като принц. Неговата годишна издръжка по онова време е ограничена до 17 хил. скуди.
Той е кардинал-избирател в конклавите от 1621 и 1623 г., на които за папи са избрани Григорий XV и Урбан VIII. Заедно с кардиналите от Савойската династия и Домове Фарнезе и Есте той основава група в опозиция на Светата колегия на кардиналите. На 2 октомври 1623 г. му е дадена титлата на кардинал дякон на Сан Никола ин Карчере. Карло протестира срещу декрета на папа Урбан VIII от 10 юни 1630 г., който дава правото на всички кардинали, независимо от ранга, да носят титлата „Негово Високопреосвещенство“. През 1634 г., като абат-комендатор, той започва да получава доходи от манастира „Св. Стефан“ в Карара. По-късно е игумен-комендатор на няколко големи абатства. Във Флоренция той покровителства Театинците (мъжки свещен орден).
Година по-късно Карло е назначен за протектор на Испанското кралство към Светия престол и протектор на Валомвросийския орден, което го принуждава да се премести от Флоренция в Рим. Той е кардинал протодякон на конклава през 1644 г., който избира Инокентий X за папа. Карл е този, който произнася известното Habemus Papam („Имаме папа“) и поставя тиарата на главата на новия понтифекс. В знак на благодарност за помощта му при избирането му на конклава папата дава титлата „кардинал“ на неговия племенник Джовани Карло де Медичи. На 17 октомври 1644 г. Карло получава титлата „кардинал дякон“ на Сант Еустакио, която той променя на титлата на „кардинал свещеник“ на Сан Систо на 12 декември същата година.
На 6 март 1645 г. той е номиниран за кардинал-епископ на Сабина. Освещаването му на 17 април същата година е водено от монсеньор Анибале Бентивольо, титулярен архиепископ на Тива, а на 25 октомври Карло получава титлата на кардинал-епископ на Фраскати. На 29 април 1652 г. папа Инокентий X го номинира кардинал-епископ на Порто Санта Руфина и заместник-декан на Светата колегия на кардиналите. На 23 септември същата година Карло става декан на Светата колегия на кардиналите и кардинал-епископ на Остия и Велетри. Той председателства конклава от 1655 г., на който Александър VII е избран за папа. От името на папата на 20 декември 1655 г. той приема в Рим Кристина, кралица на Швеция.

### Интереси
Карло, въпреки духовенството, не напусна светските хобита. Той е ловец и комарджия, обича храната и жените, както и да организира балове и тържествени приеми. Той толкова се интересува от градинарството, че през 1640 г. придобива градини Оричелари във Флоренция. Страстта му към конните надбягвания се увенчава с победата на коня му във Флорентинските надбягвания през 1662 г.
Още повече харесва музиката и театъра. Карло покровителства две флорентински музикални и театрални академии – Имобили и Инфуокати. Като повечето членове на семейството му, той беше запален колекционер на произведения на изкуството и покровител на изкуствата. Приходите, които кардиналът получава от църковна служба, той изразходва за подобряване на личните апартаменти в двореца „Пити“ и имението „Сан Марко“ във Флоренция, които купува през 1621 г. след смъртта на предишния собственик Антонио де Медичи. За тази къща на площад „Сан Марко“ Карло отстъпва на своя племенник Фердинандо II де Медичи част от двореца на Медичите във Флоренция – днешен Палацо Медичи-Рикарди. Във Велико херцогство Тоскана той също притежава вилите на Медичите в Кареджи, Черето Гуиди, Ла Петрая, Требио и Кафаджоло. В Рим е собственик на Палацо Мадама, който наследява от баща си, и Вилата на Медичите на хълма Пинчо.
Стените на имението Сан Марко, поръчано от Карло, са украсени със стенописи от Фабрицио Боски, Матео Росели, Филипо Таркяни. Анастаджо Фонтебуони, Отавио Ванини и Микеланджело Чинганели. В тази къща той съхранява голяма библиотека и колекция от картини, която включва повече от триста платна, включително картини на Тициан и Андреа дел Сарто. За нея през 1621 – 1624 г. той придобива произведения на Джовани Ланфранко, Гуидо Рени, Франческо Курради, Якопо да Емполи, Рутилио Манети, Пасиняно, Матео Росели, Франческо Рустичи и Доменико Фрили Крочи. За да увеличи площта на Палацо Мадама в Рим, Карло кани архитекта Паоло Марушели. През 1638 – 1641 г. стените на този дворец са изписани от Джовани Антонио Лели, Пиетро Паоло Балдини, Рафаело Вани и Джованни Антонио Гали.

### Смърт
Карло умира на 17 юни 1666 г. на 67-годишна възраст във вилата на маркиз Карло Джерини на хълма Монтуджи във Флоренция. Погребан е в семейната гробница – Параклисите на Медичите в базиликата „Сан Лоренцо“.
През 2004 г. останките му са ексхумирани. Констатирана е добрата им запазеност, което даде възможност в хода на изследване, проведено от специалисти от университетите в Пиза и Флоренция, както и служители от Инспектората на музеите на Флоренция, да се установи, че кардиналът е страдал от множество заболявания по време на неговият живот. Тази информация напълно потвърждава архивните данни. Карло има вроден Синдром на Клипел-Файл. На 8-годишна възраст се разболява от туберкулоза, което води до развитието на туберкулозен спондилит или болестта на Пот. От 24-годишна възраст започва да изпитва остри болки в краката и ръцете. Съвременните лекари диагностицират заболяването като подагра. Тежки атаки го преследват през целия му живот. През последните години той губи работоспособност, включително и способността да пише. Съвременните изследвания потвърждават ревматоиден артрит. Той развива бронхит, който причинява смъртта му – умира от бронхопневмония.